# 酒井重勝
酒井 重勝（さかい しげかつ）は、戦国時代から江戸時代初期の武将。徳川氏の家臣。

## 生涯
酒井氏の一族だが、忠次・家次らの左衛門尉酒井氏や、正親・重忠・忠世らの雅楽頭酒井氏とは別家。
若年から徳川家康に使番として仕えた。元亀3年（1572年）三方ヶ原の戦いでは浜松城を守ったが、家康を追う敵軍を迎撃してその後退を助けた。天正6年（1578年）田中城攻撃で軍令に反して抜け駆けをしたために追放処分を受け、天正9年（1581年）ようやく許された。天正10年（1582年）の伊賀越えに同道、また天正壬午の乱に従軍したが、その際に指物を敵中に落とし、それを拾った敵に背を差し出して指物を差してもらって帰還し、その豪胆さを称される。天正12年（1584年）小牧・長久手の戦いでは鎗奉行として従軍。天正13年（1585年）上田合戦では軍監として出陣し、敗走中にも敵の首を取るという高名があった。
天正18年（1590年）徳川氏が関東に移封されると、武蔵・上総両国に合わせて2,000石を与えられる。文禄元年（1591年）からの文禄の役では名護屋城へ従軍。慶長5年（1600年）関ヶ原の戦いでは旗奉行となり、戦後に三河寺部城5,000石と武蔵世田谷にも所領を与えられたほか、近江に1,000石を加増されている。のち伏見城番となって天守と馬印を預けられ、寺部城は神谷清右衛門に預けた。慶長18年（1613年）伏見城で死去。5年前に嫡男重正が死去していたため、その子重之が関東の旧領を継承し、その他の領地は当主幼少を理由に収公された。
歴戦の武将として知られ、特に三河国内の合戦で4度の一番槍をなしたため、「四度槍作右衛門」の異名をとった。また家康から槍の長短を尋ねられた時、長槍を是と答えて伏見城中の諸将に信じられたという。